# STS-116

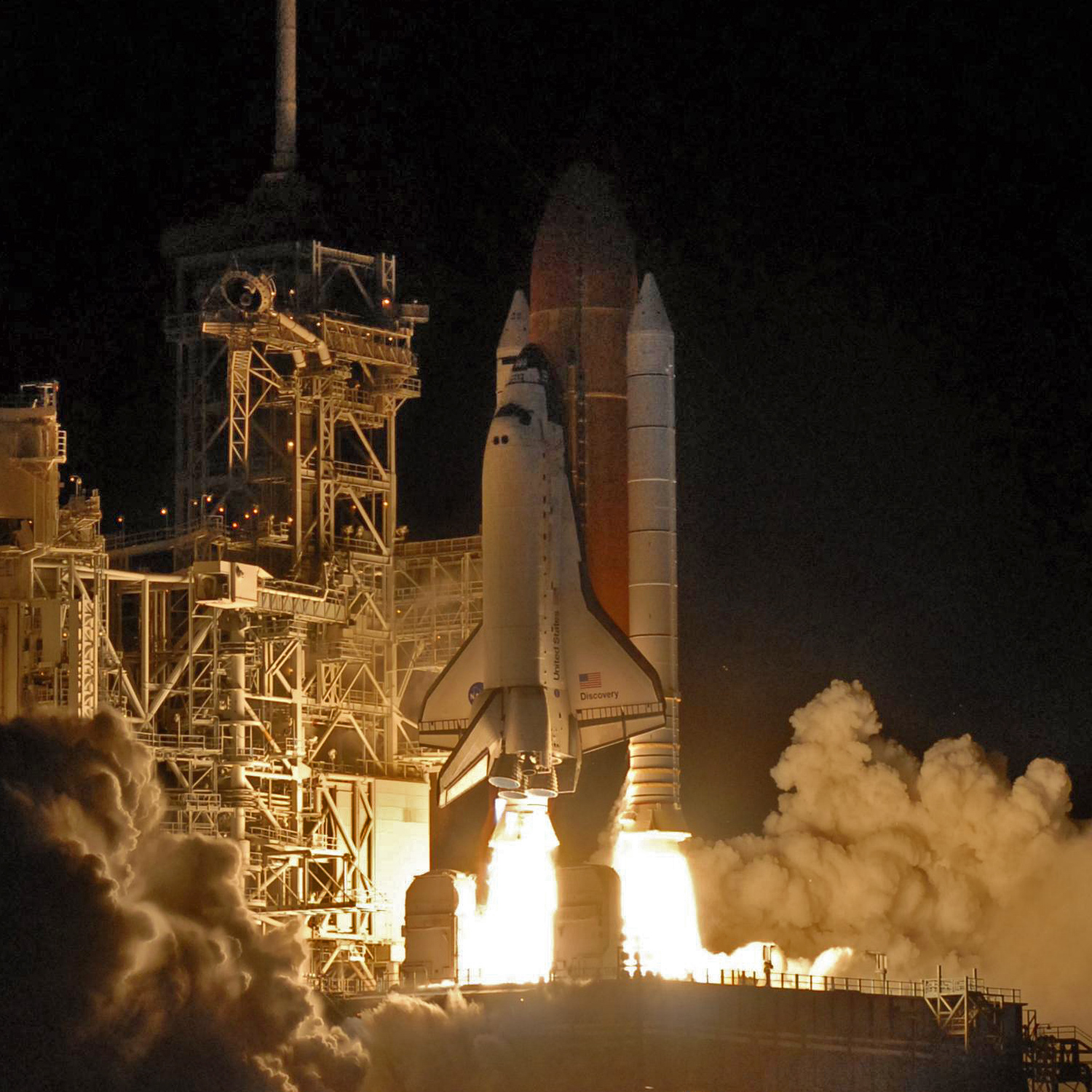
Uppskjutningen av STS-116

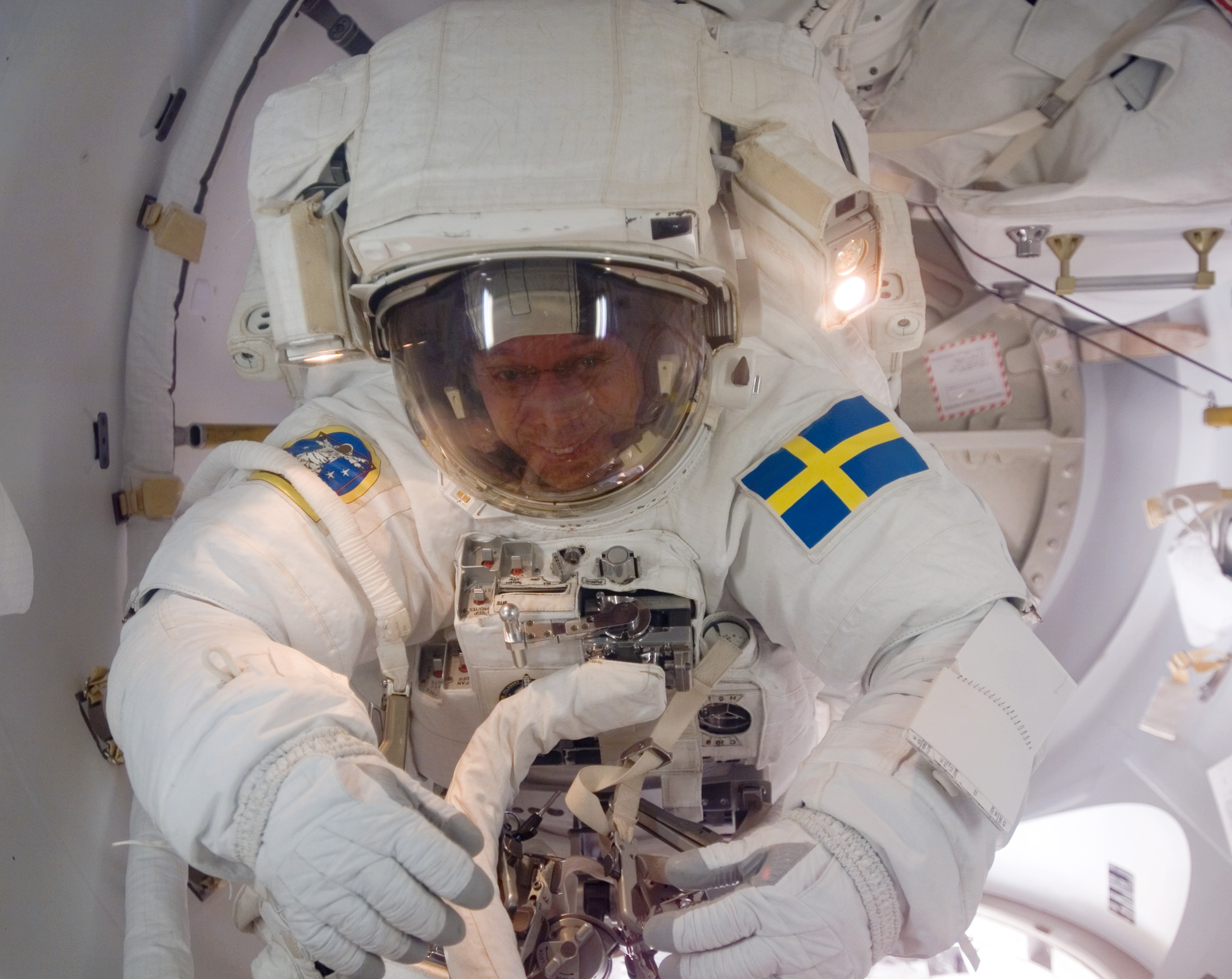
Christer Fuglesang

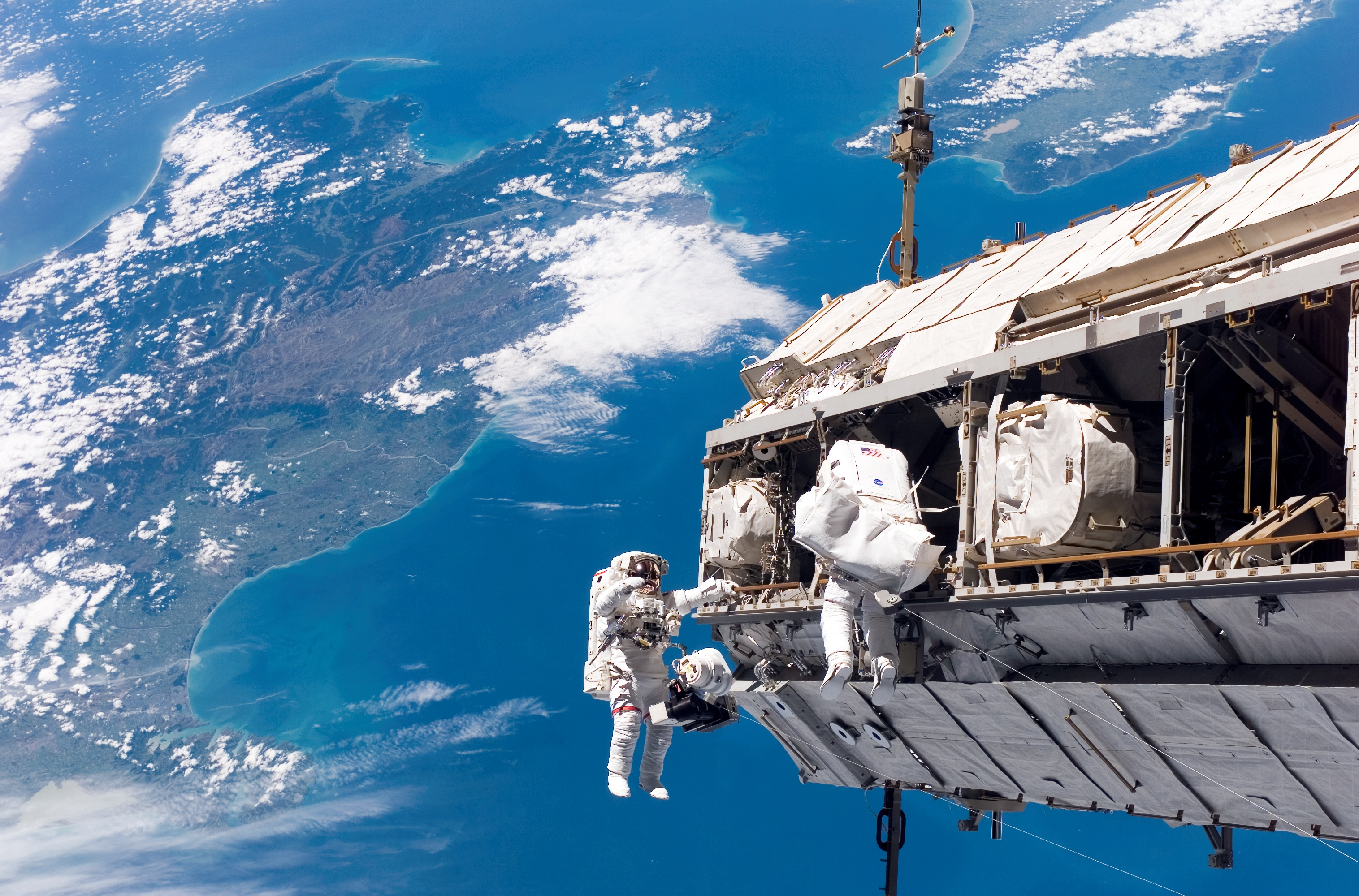
Robert L. Curbeam, Jr. och Christer Fuglesang under en rymdpromenad över Nya Zeeland.

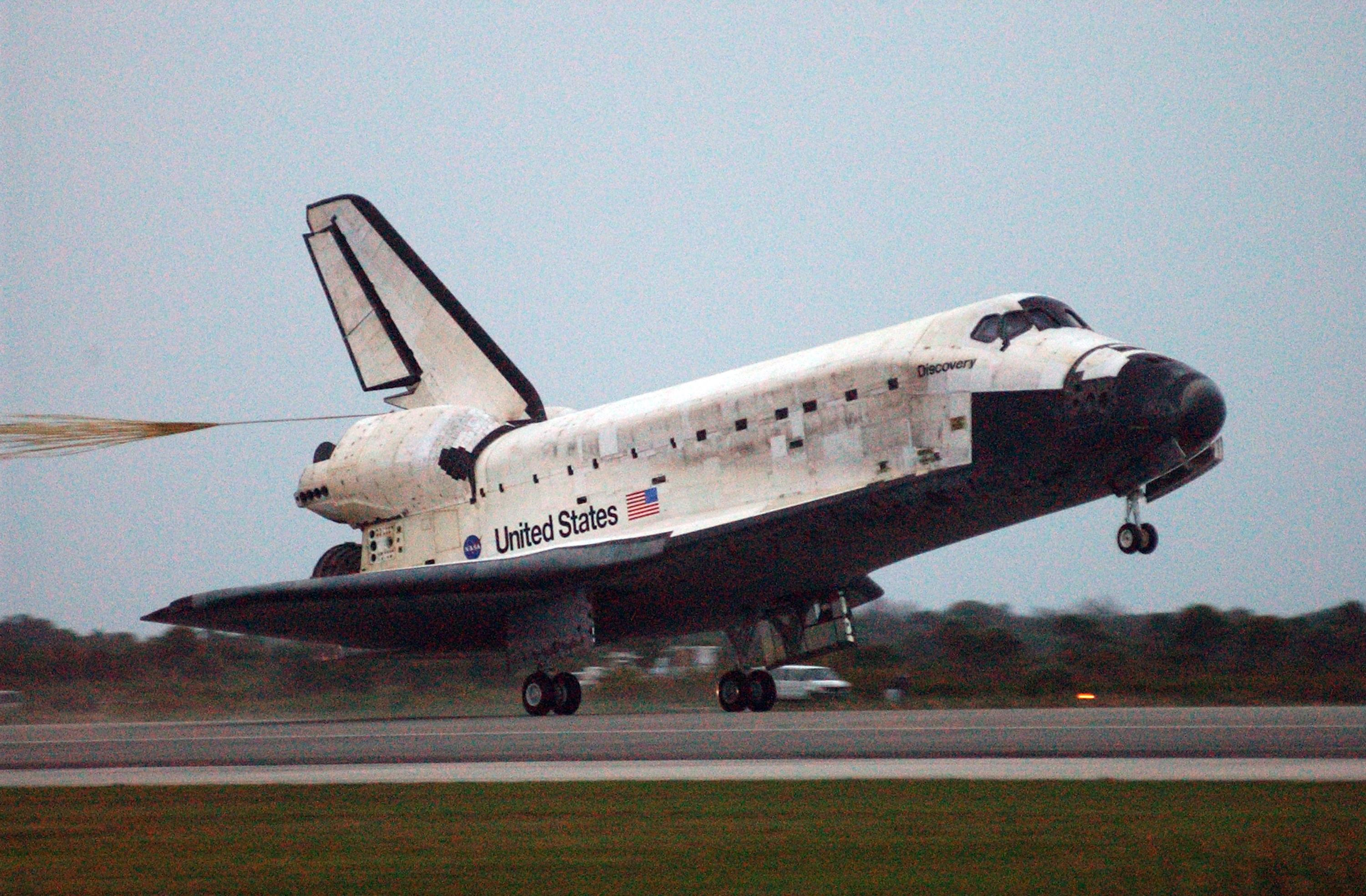
Discovery landar

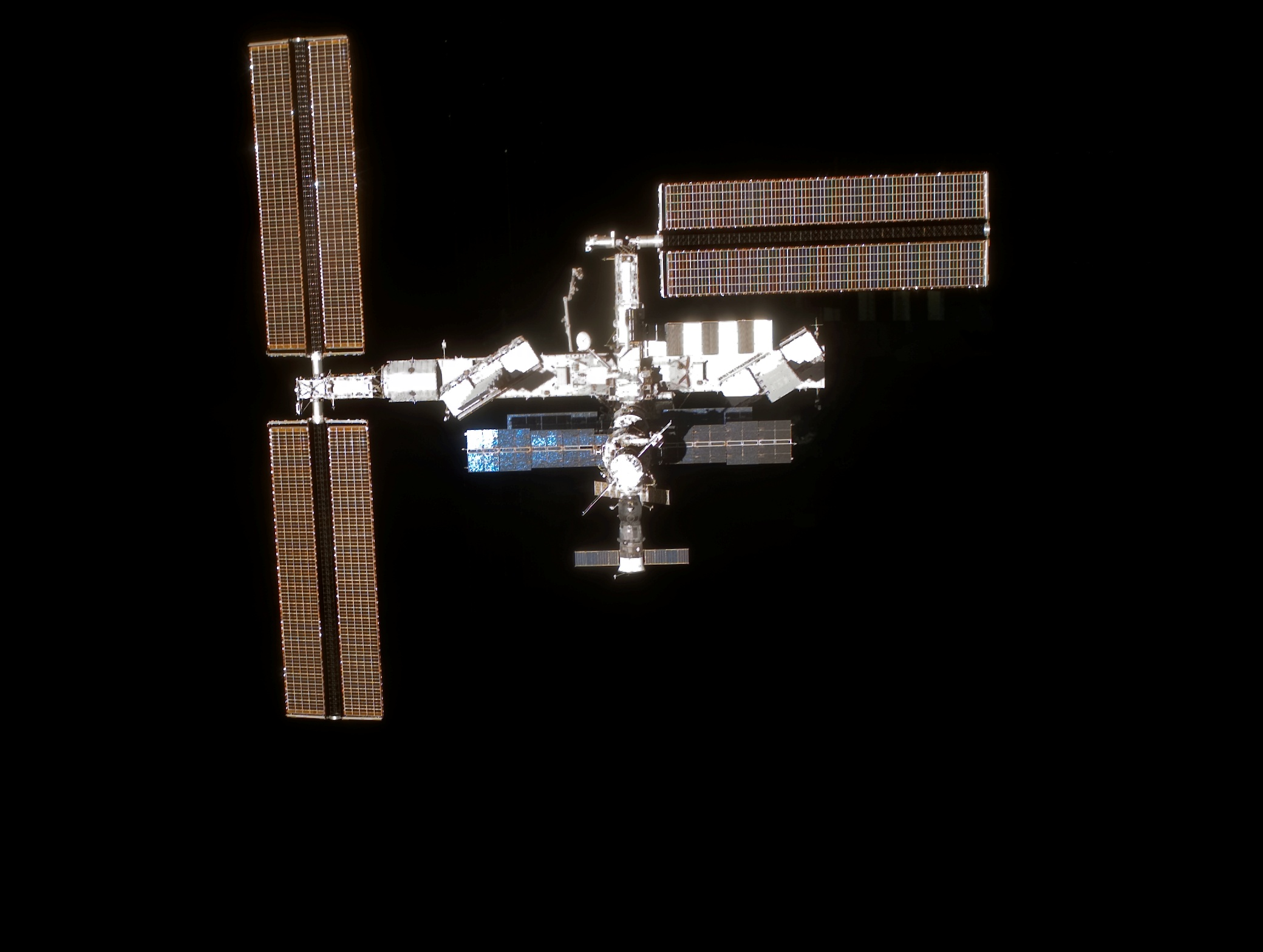
ISS efter Dicoverys besök

STS-116 var en rymdfärd som genomfördes med den amerikanska rymdfärjan Discovery mellan 9 december och 22 december 2006. Färden innebar att Sverige fick sin förste astronaut, Christer Fuglesang, i rymden. Uppdraget var det 117:e uppdraget med en startande rymdfärja och den 20:e resan till den internationella rymdstationen ISS . I uppdraget ingick bland annat att byta ut en besättningsmedlem på ISS samt underhåll och påbyggnad av rymdstationen.
Europeiska rymdorganisationen, ESA, kallade uppdraget för Celsiusuppdraget efter den svenske vetenskapsmannen Anders Celsius för att påminna om dess anknytning till Sverige. Christer Fuglesang har i och med uppdraget blivit den första ESA-astronauten som utfört en rymdpromenad på ett ISS-påbyggnadsuppdrag.

## Uppdragets start och landning
Starten var ursprungligen planerad den 7 december 2006 från startplatta 39B vid Kennedy Space Center i Florida. På grund av väderförhållanden (för mycket låga moln) ändrades detta till 20.47.34 den 9 december 2006 lokal tid. Om inte färjan hade lyckats starta före den 18 december hade starten fördröjts till början av år 2007, eftersom Nasa inte ville att Discovery skulle vara i rymden över årsskiftet, då det inte är säkert att alla datorer numeriskt klarar övergången till nytt år på rätt sätt.
Landningen ägde rum fredagen den 22 december 2006 vid Kennedy Space Center. Två reservalternativ fanns: Edwards Air Force Base i Kalifornien och White Sands Space Harbor i New Mexico. Ett tag verkade det som om väderförhållanden skulle komma att tvinga färjan att genomföra historiens andra landning vid White Sands. (Den första och hittills enda landningen där genomfördes den 30 mars 1982 under uppdraget STS-3, och sanden gav då upphov till skador på Columbia.) Landningen genomfördes emellertid som planerat på Kennedy Space Center.

### Alternativa landningsplatser vid avbruten rymdfärd vid uppskjutningen
- ATO Abort To Orbit: Kennedy Space Center
- RTLS Return To Launch Site: Kennedy Space Center
- TAL Transoceanic abort Landing: Zaragoza, Spanien alternativt Morón Air Base, Spanien och Istres, Frankrike.
- AOA Abort Once Around: Primär Kennedy Space Center, sekundär White Sands Space Harbor New Mexico.

## Aktiviteter
- 1 november överfördes rymdfärjan från Orbiter Processing Facility till Vehicle Assembly Building.
- 8 november rullade Discovery/STS-116 ut från monteringsbyggnaden till startplatta 39B, en färd som tog drygt åtta timmar och var 6,75 km.
- 16 november anlände rymdfärjans besättning till Kennedy Space Center för en tredagarsvistelse med intervjuer, startövning och test av räddningsanordningar.
- 19 november flög besättningen tillbaka till Houston.
- 28-29 november Flight Readiness Review då ett antal huvudbeslut togs om färdens möjlighet att utföras och att sätta ett officiellt startdatum.
- 30 november anlände besättningen till Kennedy Space Center igen.
- 5 december tankades rymdfärjans yttre tank med flytande syrgas och vätgas.
- 7 december Uppskjutningsförsök 1 ställdes in på grund av dåligt väder. Nedräkningen avbröts vid T-5 minuter.
- 9 december Uppskjutningsförsök 2 lyckades klockan 20.47 EST. Tankningen var försenad och det var till en början osäkert om försöket kunde bli av.
- 10 december Dag 2 Klockan 02.30 UTC (21.30 EST) var Discovery i omloppsbana runt jorden. Besättningen öppnade lastluckorna på Discovery. Undersökning av värmesköldar och förberedelser inför rymdpromenaderna.
- 11 december Dag 3 Dockning med ISS klockan 22.14 UTC.
- 12 december Dag 4 Rymdpromenad 1 med påbyggnad av fackverksdelen P5 till P3/P4.
- 13 december Dag 5 Solpanelen omstruktureras.
- 14 december Dag 6 Rymdpromenad 2 med ytterligare omstrukturering där syftet var att starta stationens permanenta elsystem.
- 15 december Dag 7 Vilodag. Christer Fuglesang intervjuades av bland annat Kronprinsessan Victoria på TV 4 och han satte även ett rekord i frisbee.
- 16 december Dag 8 Rymdpromenad 3 där de slutliga eldragningarna gjordes. Sunita Williams digitalkamera försvann och är nu en del av rymdskrotet i omlopp kring jorden.
- 17 december Dag 9 Förberedelser inför rymdpromenad 4. Christer Fuglesang svarade på frågor från elever i Thunmanskolan i Knivsta.
- 18 december Dag 10 Rymdpromenad 4 som blev extrainsatt med syftet att stänga elva luckor till solpanelsvingen till P6.
- 19 december Dag 11 Separation av rymdfärjan Discovery från ISS.
- 20 december Dag 12 Förberedelser inför landning.
- 21 december Dag 13 Förberedelser inför landning.
- 22 december Dag 14 Landning på Kennedy Space Center.

## Uppdragets mål
En kort lista med uppdragspunkterna för Celsiusuppdraget/STS-116 var:
- installation av nytt värmekontrollsystem
- omkoppling av ISS-strömförsörjning och värmekontroll
- rymdpromenader för att bland annat ersätta trasiga kameror
- forskningsuppdrag
- leverans av förnödenheter.

I uppdraget ingick också att låta Sunita Williams ersätta ESA-astronauten Thomas A. Reiter i besättningen på ISS. Reiter hade varit ombord på rymdstationen i fem månader.
Ett annat moment var att bygga till rymdstationen med ett yttre fackverk. Astronauterna fällde även ihop den vänstra delen av den centrala solpanelen, vilken vid ett senare tillfälle ska placeras ut till vänster om den solpanel som placerades ut under STS-115/12A med rymdfärjan Atlantis.

### Rymdpromenader
Tre rymdpromenader hade planerats att genomföras under färden.

#### Rymdpromenad 1
Rymdflygningens fjärde dag, den 12 december klockan 15.47 UTC, påbörjade Curbeam och Fuglesang den första rymdpromenaden för att genomföra elektriska kopplingarna 2 och 3 mellan fackverksdelarna P4 och P5, lossa uppskjutningsbanden från den medhavda P5 och för att byta ut en tv-kamera på fackverksdelen S1. Rymdpromenaden avslutades sex timmar och 36 minuter senare, den 13 december klockan 03.07 UTC.

#### Rymdpromenad 2
Rymdflygningens sjätte dag, den 14 december klockan 19.41 UTC, påbörjade Curbeam och Fuglesang sin andra gemensamma rymdpromenad, en halvtimme tidigare än planerat, för att koppla om de elektriska ledningarna 1 och 2 och förflytta Crew Equipment Translation Aid (CETA). Rymdpromenaden avslutades fem timmar senare, den 15 december klockan 00.41 UTC.

#### Rymdpromenad 3
Rymdflygningens åttonde dag, den 16 december klockan 19.25 UTC, påbörjade Curbeam sin tredje rymdpromenad under färden och Williams sin första. Syftet var att koppla om de elektriska ledningarna 1 och 4 samt att föra över Service Module Debris Panels till Pressurized Mating Adapter 3.

#### Rymdpromenad 4
Den fjärde rymdpromenaden var inte planerad från början, med lades till då det var svårare än beräknat att fälla ihop solpanelerna. Rymdpromenaden inleddes på flygningens åttonde dag, den 18 december 17.12 UTC, av Curbeam och Fuglesang, som med handkraft hjälpte till att räta ut solpanelerna på ISS, vilka man haft problem med att dra tillbaks. Uppdraget lyckas, och panelerna går att dra tillbaks. Rymdpromenaden tog sex timmar och 38 minuter.

## Besättningarna
Under uppdraget fanns det två olika besättningar. Besättningen upp medförde Williams som stannade kvar på rymdstationen och under återresan till jorden kom besättningen att inkludera Reiter istället.

### Rymdfärjans besättning
1. USA Mark L. Polansky, 50 år, befälhavare, andra resan, master i flygteknik, USAF testpilot
2. USA William A. Oefelein, 41 år, pilot, första resan, master i flygteknik, TOPGUN-pilot
3. USA Robert L. Curbeam, 44 år, uppdragsspecialist, tredje resan, master i flygteknik
4. Sverige Christer Fuglesang, 49 år, uppdragsspecialist, första resan, doktor i partikelfysik, ESA Sverige
5. USA Joan E. Higginbotham, 42 år, uppdragsspecialist, första resan, master i management
6. USA Nicholas J. M. Patrick, 42 år, uppdragsspecialist, första resan, doktor i mekanik
7. USA Sunita Williams, 41 år, uppdragsspecialist,  första resan, master i ingenjörsmanagement

För två av astronauterna, Oefelein och Higginbotham, blev detta första och sista rymdresan då de efter uppdraget av olika anledningar senare lämnade Nasa. Higginbotham blev uttagen till STS-126 men hon hoppade av för att satsa på en karriär vid ett privat företag. Även för Curbeam blev resan den sista (men inte den första), då även han lämnade Nasa för en karriär vid ett privat företag.

### ISS-13
Tyskland Thomas A. Reiter, ESA Tyskland plockades ner från rymdstationen. Han flög upp med STS-121/Discovery 4 juli 2006.

### ISS-14
Sunita Williams åkte upp till rymdstationen. Hon planerades vara kvar på ISS fram till juli 2007, då hon skulle plockas ner med rymdfärjefärden STS-118/Endeavour och avlösas av Clayton Anderson. På grund av STS-117 försening, kom avlösningen att ske med STS-117/Atlantis.

### Återinträde
Om det vid undersökningen av färjans yttre vitala värmesköld skulle ha visat sig att rymdfärjan inte skulle klara ett återinträde i atmosfären skulle man ha skickat upp Atlantis/STS-117, som då skulle ha bytt namn till STS-317 för att få hem de strandsatta astronauterna.

## Väckningar
Under Geminiprogrammet började NASA spela musik för besättningar och sedan Apollo 15 har man varje "morgon" väckt besättningen med ett särskilt musikstycke, särskilt utvalt antingen för en enskild astronaut eller för de förhållanden som råder. Väckningarna sker för STS-116 kl 08.47 UTC.
| Dag | Låt                         | Artist/Kompositör     | Spelad för                     | Länk    |
| --- | --------------------------- | --------------------- | ------------------------------ | ------- |
| 2   | Here Comes the Sun          | The Beatles           | Mark L. Polansky               | MP3 WAV |
| 3   | Beep! Beep!                 | Louis Prima           | Sunita Williams                | MP3 WAV |
| 4   | Waterloo                    | Abba                  | Christer Fuglesang             | MP3 WAV |
| 5   | Suavemente                  | Elvis Crespo          | Joan E. Higginbotham           | MP3 WAV |
| 6   | Under Pressure              | Queen                 | Robert L. Curbeam              | MP3 WAV |
| 7   | Low Rider                   | War                   | William A. Oefelein            | MP3 WAV |
| 8   | Fanfare for the Common Man  | Londons filharmoniker | Nicholas J. M. Patrick         | MP3 WAV |
| 9   | An der schönen blauen Donau | Wiens filharmoniker   | Christer Fuglesang             | MP3 WAV |
| 10  | Good Vibrations             | Beach Boys            | hela besättningen på Discovery | MP3 WAV |
| 11  | I Wanna Drive the Zamboni   | Gear Daddies          | pilot William A. Oefelein      | MP3 WAV |
| 12  | Say You'll Be Mine          | Christopher Cross     | Thomas A. Reiter               | MP3 WAV |
| 13  | The Road Less Traveled      | Joe Sample            | Joan E. Higginbotham           | MP3WAV  |
| 14  | Home for the Holidays       | Perry Como            | hela besättningen på Discovery | MP3 WAV |